# Eendagswedstrijd
Een eendaagse wedstrijd of eendagswedstrijd (Engels: one-day cricket of limited overs cricket) is in het cricket een wedstrijd die meestal in één dag gespeeld wordt. 
Een eendagswedstrijd duurt normaal gesproken zo'n 20 tot 50 overs. In Nederland zijn eendagswedstrijden de meest-gespeelde vorm. Officiële internationale eendagswedstrijden worden One Day Internationals (ODI's) genoemd. Twenty20, waarbij een wedstrijd slechts 20 overs in beslag neemt, valt ook onder de noemer eendagswedstrijd. Elk team heeft één inning.
First-class cricket
Tegenhanger van de eendagswedstrijden zijn de wedstrijden die meerdere dagen kunnen duren. Die wedstrijden hebben normaliter geen beperking in het aantal overs en elk team krijgt twee innings. Deze wedstrijden zijn de zogenaamde first-class-wedstrijden waarvan de internationale test-wedstrijden tussen de grote testnaties de bekendsten zijn. 